# Cape James
Cape James är en udde i Antarktis. Den ligger i Sydshetlandsöarna. Argentina, Chile och Storbritannien gör anspråk på området.
Terrängen inåt land är varierad. Havet är nära Cape James åt sydväst. Trakten är obefolkad. 